# Regetus balcanicus
Regetus balcanicus är en stekelart som beskrevs av Papp 1999. Regetus balcanicus ingår i släktet Regetus och familjen bracksteklar. Inga underarter finns listade i Catalogue of Life.